# Daniel Kallauch

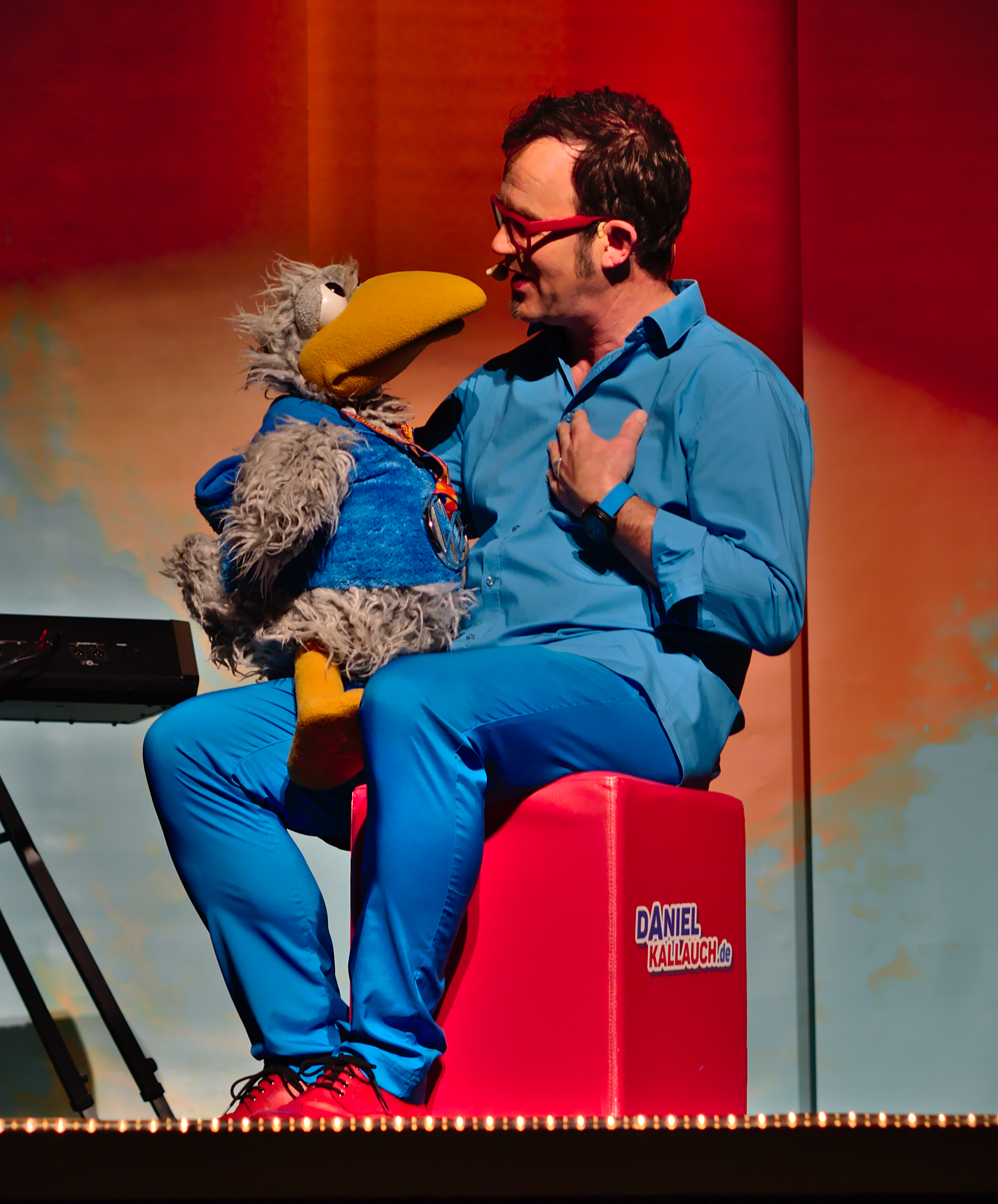
Daniel Kallauch mit Spaßvogel Willibald (Familienshow Ganz schön stark 2017)

Daniel Kallauch (* 15. August 1963 in Bremen) ist ein deutscher Kindermusiker, Puppenspieler, Unterhaltungskünstler und Maler.

## Leben
Daniel Kallauch zog mit 12 Jahren nach Leoben in Österreich um. Mit 18 Jahren hatte er seinen ersten Auftritt als Liedermacher. 1983 machte er Abitur und studierte anschließend von 1984 bis 1989 evangelische Theologie in Gießen. Seit 1985 gab er zusammen mit seiner späteren Frau Anke Liedermacherkonzerte. 1989 bis 1991 arbeitete Daniel Kallauch in der Kinder- und Jugendarbeit der evangelischen Kirche in Itzehoe. In dieser Zeit schrieb er seine ersten Kinderlieder (Volltreffer, Gott mag Kinder, Einfach spitze). 1991 veröffentlichte er seine erste Kindermusik-Kassette. Von 1991 bis 1994 arbeitete er in der Kinder- und Familienarbeit der Anskar-Kirche in Hamburg. 1994 machte er sich als Kinderkünstler selbständig und zog in die Mitte Deutschlands nach Leun bei Wetzlar. Seit seiner ersten Indienreise 1996 engagiert sich Kallauch für Patenschaften, um ungewollten Mädchen in Indien zu helfen. 1997 wurden seine ersten Musikclips im Fernsehen gesendet (ZDF, Kinderkanal, Super RTL). 1999 wurde sein Titel One World das UNICEF-Lied für Berlin.
Daniel Kallauch hatte die Idee für das Drehbuch des TV-Spielfilms Weihnachten ist Party für Jesus (2001). Er schrieb das Drehbuch zusammen mit Ulf Ramminger und spielte darin zusammen mit seinem Spaßvogel Willibald auch die Hauptrolle. 2003 schrieb ein Team der Produktionsfirma Lifehouse Film den Nachfolger, Ostern ist Party für Jesus, der dann 2003 im ZDF und KIKA zum ersten Mal ausgestrahlt wurde. Danach wurden diese beiden Filme viele Jahre im Kinderkanal wiederholt. 2004 drehte Kallauch zusammen mit einem Filmteam eine Dokumentation über seine zweite Indienreise.
2007 zog er mit seiner Familie ins Ruhrgebiet nach Hattingen. 2016 feierte Daniel Kallauch sein 25-jähriges Kindermusik-Bühnenjubiläum.
2009 erschien die CD Du lieber Himmel, die gleichzeitig 10 Jahre lang Grundlage seiner Adventstouren war. Mittlerweile sind mehr als 40 Musikproduktionen erschienen. 2012 schrieb der Künstler die Schatzbibel, eine Kinderbibel mit 24 Geschichten aus dem Alten und Neuen Testament. Passend dazu gibt es auch zwei CDs mit Liedern zu jeder Geschichte. 2013 wurde die Schatzbibel auch als Hörbuch veröffentlicht, die Texte las Kallauch selbst.
2014 beendete Kallauch nach 25 Jahren die Zusammenarbeit mit cap-music und gründete 2015 das eigene Musik-Label Volltreffer. Dort erschien 2015 die CD Ganz schön stark, die das Thema Resilienz behandelt. Die CD erhielt beim 36. Deutschen Rock & Pop Preis eine Auszeichnung in der Kategorie Bestes deutsches Kinderliederalbum (Platz 2). Im gleichen Jahr erschien der Livemitschnitt der Tour Immer und überall Volltreffer. 2016 folgte die Familienliturgie Wenn Familien beten, ein Buch, das Kallauch zusammen mit seiner Frau Anke (Theologin) entwickelt und geschrieben hat. Auf der beiliegenden CD befindet sich der gesamte Inhalt der Liturgien. 2017 folgten die Themen-CD Gottes große Geschichte – vom wunderbaren Zuhause und der Auftakt zu einer eigenen Reihe von Spaßvogel Willibald: Willibalds wunderbare Welt – Weihnachten in echt.
Von 2018 bis 2021 war Kallauch Botschafter für den Elternkurs von Alpha-Kurs.
In das evangelische Gesangbuch Wo wir dich loben, wachsen neue Lieder – plus wurde 2018 sein Kinderlied Einfach Spitze, dass du da bist aufgenommen.
2020 veröffentlichte der norddeutsche Kindermusiker sein Album "Knallvergnügt - von Gott geliebt". Mit dem passenden Programm ist er bis 2025 in über 150 Orten in Deutschland und Österreich auf den Bühnen unterwegs.
Mittlerweile hat Daniel Kallauch mehr als 3000 Familienshows im gesamten deutschsprachigen Raum durchgeführt. In jedem Jahr kommen zwischen 40 und 50 Veranstaltungen hinzu. Er trägt immer rote Schuhe und ist auf der Bühne nie ohne seinen Spaßvogel Willibald zu sehen.
2017 begann Kallauch die Malerei wieder aufleben zu lassen, die er in seiner Jugend schon begonnen hatte. Als 2020 Corona für acht Monate keine Auftritte ermöglichte, nutzte er die Zeit für eine intensive Weiterentwicklung in diesem künstlerischen Ausdruck. 2021 wurde er Mitglied der Ikonenschmiedeakademie (Regensburg) und durchlief das ganze Studienprogramm.
Es folgten Ausstellungen im Jagdschloss Kranichstein (Darmstadt) (9/21), Lighthouse Essen (11–12/21), Kongresshalle Würzburg (5/22), Kunstscheune Radebeul, Ausstellung und Kunstwerkwoche (5–10/22), Ruhrkongress Bochum (9/23), Kunstdinner Bispingen (2/24), Schönblick Schwäbisch Gmünd (2/24), Musik & Kunst, Freie evangelische Gemeinde Gießen (5/24) Kunstwerkwoche Guntersblum (8/24)
Der Künstler arbeitet seit 2020 mit der Malerin Simone Ramshorn (Velbert) in einem Atelier in Velbert.
Daniel Kallauch ist seit 1987 verheiratet und hat drei erwachsene Kinder und fünf Enkel.

## Diskografie

### Alben
- Mauersprung (1987)
- Jetzt und für immer (1989)
- Marmelade, Milch und Müsli (1991)
- Papa, du bist der Allerbeste (1992)
- Hurra Für Jesus 1 – 1,2,3, hier geht es rund (1993)
- Hurra Für Jesus 2 – Feuerwerk (1994)
- Freunde (1994)
- Zwei Auf Einen Streich (1994)
- Hurra Für Jesus 3 Komm, los steh auf (1995)
- Strahlemann & Stupsnase (1995)
- Hurra Für Jesus Live 5 (1996)
- Kläxparade (1996)
- Hurra Für Jesus 6 Christmasparty (1997)
- Alles dreht sich um Willibald (1997)
- Hurra Für Jesus 8 – Komm und feier (1998)
- Hurra Für Jesus 9 Verrückt für meinen König (1999)
- Ich bin dabei – Familienshow Live (1999)
- Auf die Plätzchen fertig los (1999)
- Best Of Hurra Für Jesus (2000)
- Gott Vergisst Seine Kinder nie (2000)
- Hip Hop – Schule Ist Top! (2000)
- Du Bist Der Held (2001)
- Gott liebt Kinder (2002)
- Ich bin ein Bibelfan (2003)
- Hier bewegt sich was – DVD Bewegungslieder (2003)
- Kraftfutter-lieder (2003)
- Du bist der Vater(2004)
- Gott hat alles gut gemacht (2005)
- Volltreffer Liederbox 1 (2005)
- Volltreffer Liederbox 2 (2005)
- Schon gewonnen (2006)
- Nimm mich mit (2008)
- Superteam Familienbande – miteinander wunderbar (2008)
- Du lieber Himmel (2009)
- Dich hat der Himmel geschickt (2010)
- Geschichten mit Willibald (2010)
- Immer und überall Volltreffer (2012)
- Die Schatzbibel (2012)
- Schatzbibellieder Altes Testament (2012)
- Schatzbibellieder Neues Testament (2012)
- Geschichten mit Willibald – Jesus ist mein bester Freund  (2013)
- Schatzbibel Hörbuch Altes Testament (2013)
- Schatzbibel Hörbuch Neues Testament (2013)
- Ganz schön stark (2015)
- Wenn Familien beten (Buch mit CD, Familienliturgie) (2016)
- Gottes große Geschichte – vom wunderbaren Zuhause (2017)
- Willibalds wunderbare Welt – Weihnachten in echt (2017)
- Weihnachten ist Party für Jesus (2019)
- Knallvergnügt (2020)
- Daniel Kallauchs Volltreffer 1: Einfach spitze (2022)
- Daniel Kallauchs Volltreffer 2: Schön, dass es Dich gibt (2022)

### Videos / DVDs
- Freunde – die Familienshow (VHS-Video)
- MEGASPASS – die Familienshow (VHS-Video)
- Hurra für Jesus (VHS-Video)
- Weihnachten ist Party für Jesus (DVD)
- Ostern ist Party für Jesus (DVD)
- Hier bewegt sich was (DVD)
- Schon gewonnen – Live Mitschnitt 2008 (DVD)
- Ich schmeiß die Arme in die Luft (DVD)
- Immer und überall Volltreffer – live 2015 (DVD)
- Ganz schön stark – Mitschnitt der Familienshow 2019 (DVD)